# Wasylów (Słowacja)
Wasylów (słow. Vasiľov) – wieś (obec) w północnej Słowacji, w powiecie Namiestów, w kraju żylińskim. Lokowana w 1554 roku.